# Vincent Kesteloot
Pour les articles homonymes, voir Kesteloot.
Vincent Kesteloot, né le 23 mars 1995, à Anvers (Belgique), est un joueur belge de basket-ball. Il évolue au poste d'ailier.

## Palmarès et distinctions

### Palmarès

#### En club
- Champion de Belgique en 2017, 2018 et 2017, 2019 Filou Oostende.
- Vainqueuer de la Coupe de Belgique en 2017 et 2018 avec Filou Oostende et en 2020 avec les Telenet Giants Antwerp.

### Distinctions personnelles
- 1 fois joueur de la semaine en championnat de Belgique[1].